# Fügelade

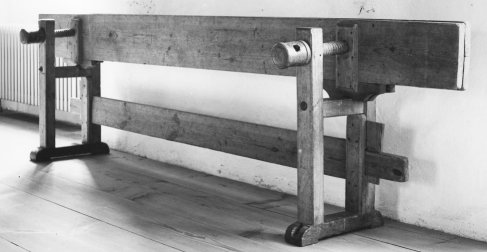
Fügelade mit eingespanntem Werkstück

Eine Fügelade ist eine in modernen Tischlereien nicht mehr gebräuchliche Vorrichtung zum rechtwinkligen Hobeln und Fügen der Längskanten von Brettern.
Eine Fügelade besteht aus zwei Fügeböcken und einer sie verbindenden Diele. Die Böcke sind in dem durch die Länge der zu bearbeitenden Bretter bestimmten Abstand aufgestellt. Die Werkstücke werden von oben so in die Böcke eingespannt, dass die zu bearbeitende Kante nach oben vorsteht.
Eine Fügelade für die Bearbeitung dünner, schlecht zu spannender Werkstücke und von Furnieren bietet eine Auflage des auf seiner Wange liegend geführten Hobels. Sie besteht aus einem auf der Hobelbank befestigten liegenden Brett, der Führung. Darauf liegt, meist verschraubt, ein weiteres, um die Werstückbreite zurückgesetztes Brett, um das Werkstück vor dem Verschieben zu sichern. Am Ende dieses Brettes befindet sich in der Regel ein Stopperholz, welches verhindert, dass der Hobel das Werkstück in Hobelrichtung mitzieht.